# Кафе де ля Режанс

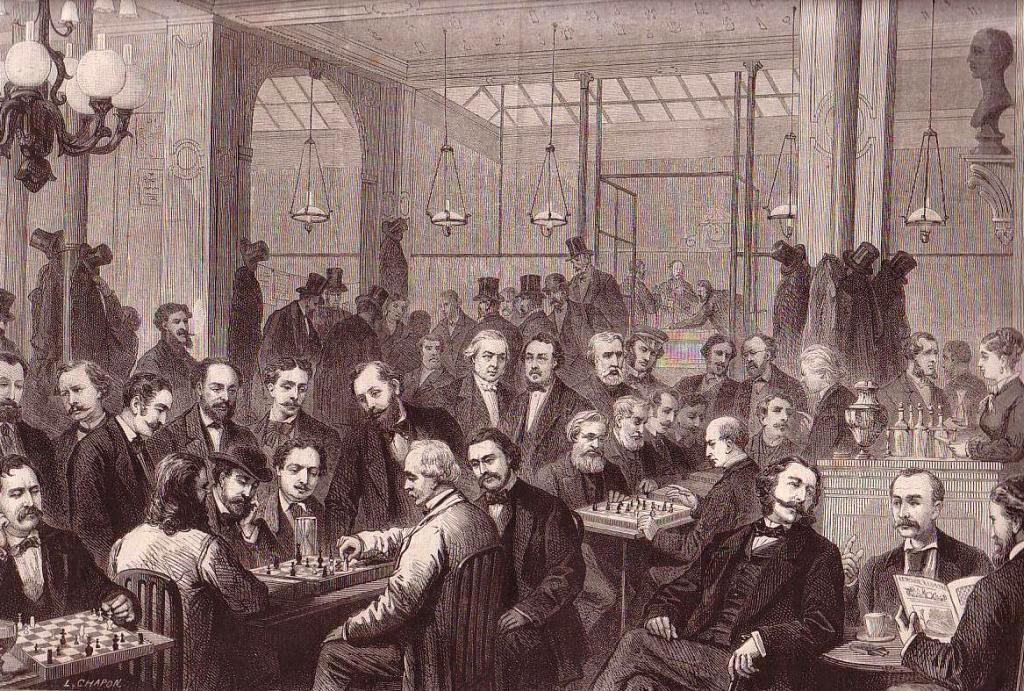
Café de la Régence в 1874 году.

«Кафе де ля Режанс» (фр. Café de la Régence) — парижское кафе, которое было открыто с 1681 по 1910 год и прославилось как центр игры в шахматы. В этом кафе бывали и играли в шахматы самые талантливые и известные шахматисты своего времени.

## История
Одно из первых кафе в Париже. Оно было основано в 1681 году под названием "Cafe de la Place du Palais-Royal", а после 1715 года, с началом эпохи регентства (фр. La Régence), получило название «Café de la Régence».
Примерно в 1740 году здесь стали собираться парижские шахматисты, которые перешли сюда из кафе Прокоп. Постоянными посетителями Café de la Régence были такие знаменитости, как Дени Дидро, Жан-Жак Руссо, Франсуа-Андре Даникан Филидор, Наполеон и Бенджамин Франклин. Это кафе часто посещали и выступали здесь как профессиональные игроки такие шахматные мастера, как Легаль де Кермюр, а затем Лионель Кизерицкий или Даниэль Гарвиц.
В 1769 году хозяином кафе стал бывший присяжный заседатель Рей. Он приобрёл под кафе все здание, на западном углу Place du Palais-Royal и Rue Saint-Honoré. Затем кафе управлял Франсуа Акин и его жена, Мария-Антуанетта Бриссе, а затем Мария Гессен .
Во время Великой французской революции Максимилиан де Робеспьер любил захаживать сюда во время перерывов заседаний в якобинском клубе. Не желая попадаться ему на глаза, любители шахмат покинули  «Café de la Régence» и перешли  «Café Militaire» на улице Сен-Оноре, возвратившись на прежнее место только после переворота 9 термидора.
Многие годы кафе гордилось мраморным шахматным столом, за которым в 1798 году играл Наполеон. Помимо шахмат в кафе играли также в шашки и бильярд.
28 августа 1844 года здесь познакомились (до этого они встречались в Кёльне) и стали друзьями на всю жизнь Карл Маркс и Фридрих Энгельс.
Во время перестройки Пале Рояль, в 1852 году, на некоторое время кафе переехало в отель «Dodun» на улицу Ришельё. С 1854 года «Кафе де ля Режанс» находилось на улице Сент-Онорэ 161.
В 1910 году у кафе сменился владелец, и оно было переоборудовано в ресторан. Большая часть шахматистов перебралась в кафе «Café de l’Univers». Ресторан, сохранивший некоторые элементы декорации, напоминавшие о славном прошлом кафе, функционировал до середины 1950-х годов.

## Шахматные соревнования
Осенью 1843 года «Кафе де ля Режанс» стало ареной поединка ведущих шахматистов своего времени — Пьера де Сент-Амана и Говарда Стаунтона. Стаунтон победил в 11 встречах, проиграв 6, 4 партии закончились вничью.
Во время поездки по Европе в 1858—1859 годах в кафе часто бывал американский шахматист Пол Морфи, здесь он победил Гарвица со счётом 5,5 к 2,5. Это стало вершиной в шахматной истории кафе. Позднее в кафе ещё проходили заметные шахматные мероприятия, как, например, дистанционный шахматный турнир 1894 года с шахматным клубом Санкт-Петербурга.

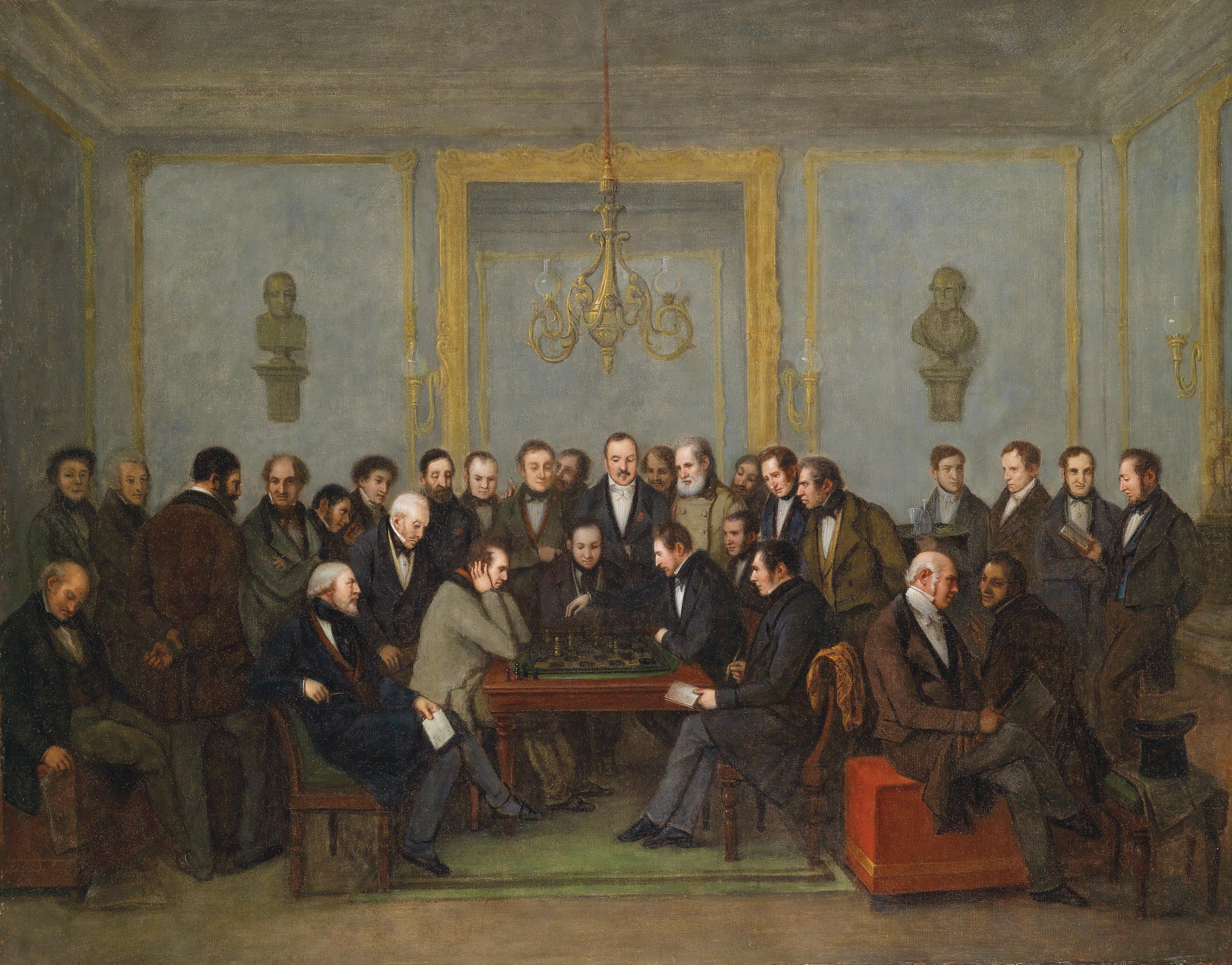
Знаменитый матч между Говардом Стаунтоном и Пьером Сент-Аманом в 1843 году
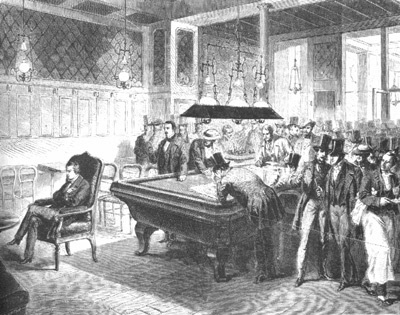
Пол Морфи во время сеанса одновременной игры вслепую в Café de la Régence.

## Упоминание в литературных произведениях
Дени Дидро описал кафе в своей книге «Племянник Рамо» (в частности, игру между Филидором и Легалем де Кермюром), а Н. М. Карамзин писал про него в «Письмах русского путешественника».
Жан-Жак Руссо прославил один кофейный дом, le Café de la Régence, тем, что всякий день играл там в шашки. Любопытство видеть великого автора привлекало туда столько зрителей, что полицеймейстер должен был приставить к дверям караул. И ныне ещё собираются там ревностные жан-жакисты пить кофе в честь Руссовой памяти. Стул, на котором он сиживал, хранится как драгоценность. Мне сказывали, что один из почитателей философа давал за него пятьсот ливров, но хозяин не хотел продать его.
Кафе упоминается также в нескольких других литературных произведениях:
- Александр Котов. «Белые и чёрные»
- Сесар Вальехо. «Шляпа, пальто, перчатки»
- «Последний платёж» (роман, приписываемый Александру Дюма-отцу)
- Валентин Пикуль «Пером и шпагой»